# Liga LEB Plata 2010-11
La temporada 2010-11 de la LEB Plata fue la decimoprimera temporada de la segunda liga LEB organizada por la FEB, tercera división en España. Nombrada también Adecco Plata por motivos de patrocinio.

## Formato
Quince equipos participaron en la temporada regular. La temporada se inició el 1 de octubre de 2010 y finalizó el 5 de junio de 2011.
Se utilizó el formato de round robin donde cada equipo juega dos veces contra cada rival alternando la localía. El campeón de la temporada regular obtuvo el ascenso a la LEB Oro para la próxima temporada, los ocho siguientes equipos entraron a un playoff donde el ganador ascendió también.
El último equipo en la clasificación descendió a la Liga EBA.
Si dos equipos tienen el mismo número de victorias al terminar la temporada regular, los criterios de desempate serían:
- 1. Enfrentamientos directos
- 2. Diferencia de puntos en enfrentamientos directos
- 3. Diferencia total de puntos

### Composición de las plantillas
Todas las plantillas estarían conformadas por:
- Un mínimo obligatorio de 7 jugadores elegibles para participar con la Selección de baloncesto de España.
- Un máximo no obligatorio de 2 jugadores de cualquier nacionalidad.
- Un máximo no obligatorio de 2 jugadores comunitarios (1 de ellos podrá ser de una nacionalidad de un país firmante del Acuerdo de Cotonú)

## Participantes

### Información de los equipos
| Equipo                                  | Ciudad               | Pabellón                            | Fundación | Entrenador      |
| --------------------------------------- | -------------------- | ----------------------------------- | --------- | --------------- |
| ADT Tarragona                           | Tarragona            | Casal Esportiu Riu Clar-Torreforta  | 1983      | Mateo Rubio     |
| Iberostar Mallorca Bàsquet              | Inca                 | Pabellón Municipal de Inca          | 2009      | Xavi Sastre     |
| BC River Andorra                        | Andorra la Vieja     | Poliesportiu d'Andorra              | 1970      | Joan Peñarroya  |
| Knet Rioja                              | Logroño              | Palacio de los Deportes de La Rioja | 1967      | Jesús Sala      |
| Feve Oviedo Baloncesto                  | Oviedo               | Polideportivo de Pumarín            | 2004      | Alfredo Riera   |
| CB Prat Joventut                        | El Prat de Llobregat | Pavelló Joan Busquets               | 1951      | Carles Durán    |
| Leyma Natura Básquet Coruña             | La Coruña            | Palacio de los Deportes de Riazor   | 1995      | Antonio Pérez   |
| Santurtzi                               | Santurce             | Polideportivo Municipal             | 1987      | Pepe Carrión    |
| Lan Mobel ISB                           | Azpeitia             | Polideportivo Municipal             | 1975      | Jon Txakartegi  |
| CB Guadalajara                          | Guadalajara          | Polideportivo San José              | 1972      | Román Peinado   |
| CB Illescas                             | Illescas             | Polideportivo Municipal             | 2001      | Sergio Jiménez  |
| Plasencia Extremadura                   | Plasencia            | Pabellón Ciudad de Plasencia        | 1978      | Rafael Gomáriz  |
| Fontedoso Carrefour El Bulevar de Ávila | Ávila                | CU Múltiples Carlos Sastre          | 2001      | Pablo Alonso    |
| CB Promobys Tíjola                      | Tíjola               | Pabellón Municipal                  | 2000      | Antonio Herrera |
| Regal FC Barcelona B                    | Barcelona            | Palau Blaugrana                     | 1926      | Borja Comenge   |

### Equipos por comunidades autónomas
| Comunidad autónoma | N.º | Equipos                                        |
| ------------------ | --- | ---------------------------------------------- |
| Cataluña           | 3   | CB Prat , Regal FC Barcelona B y ADT Tarragona |
| País Vasco         | 2   | Lan Mobel ISB y Santurtzi                      |
| Castilla-La Mancha | 2   | CB Guadalajara y CB Illescas                   |
| Galicia            | 1   | Leyma Natura Básquet Coruña                    |
| Castilla y León    | 1   | Fontedoso Carrefour El Bulevar de Ávila        |
| Extremadura        | 1   | Plasencia Extremadura                          |
| Asturias           | 1   | Feve Oviedo Baloncesto                         |
| Andorra            | 1   | BC River Andorra                               |
| La Rioja           | 1   | Knet Rioja                                     |
| Islas Baleares     | 1   | Iberostar Mallorca Bàsquet                     |
| Andalucía          | 1   | CB Promobys Tíjola                             |

## Temporada regular

### Clasificación
| Pos | Equipos                                 | PJ | PG | PP | PF   | PC   | Ptos |                             |
| --- | --------------------------------------- | -- | -- | -- | ---- | ---- | ---- | --------------------------- |
| 1   | Knet Rioja (C)                          | 28 | 25 | 3  | 2437 | 2122 | 53   | Ascenso directo a LEB Oro   |
| 2   | Iberostar Mallorca Bàsquet              | 28 | 22 | 6  | 2307 | 2084 | 50   | Play-off de ascenso         |
| 3   | CB Promobys Tíjola                      | 28 | 19 | 9  | 2209 | 2133 | 47   | Play-off de ascenso         |
| 4   | BC River Andorra                        | 28 | 19 | 9  | 2203 | 1936 | 47   | Play-off de ascenso         |
| 5   | CB Prat Joventut                        | 28 | 17 | 11 | 2135 | 2006 | 45   | Play-off de ascenso         |
| 6   | ADT Tarragona                           | 28 | 15 | 13 | 2140 | 2119 | 43   | Play-off de ascenso         |
| 7   | Plasencia Extremadura                   | 28 | 15 | 13 | 2039 | 2054 | 43   | Play-off de ascenso         |
| 8   | Feve Oviedo Baloncesto                  | 28 | 13 | 15 | 2198 | 2232 | 41   | Play-off de ascenso         |
| 9   | Fontedoso Carrefour El Bulevar de Ávila | 28 | 12 | 16 | 2033 | 2095 | 40   | Play-off de ascenso         |
| 10  | Regal FC Barcelona B                    | 28 | 11 | 17 | 1873 | 2033 | 39   |                             |
| 11  | Leyma Natura Básquet Coruña             | 28 | 9  | 19 | 1938 | 2153 | 37   |                             |
| 12  | Santurtzi                               | 28 | 9  | 19 | 2013 | 2179 | 37   |                             |
| 13  | CB Guadalajara                          | 28 | 8  | 20 | 2026 | 2127 | 36   |                             |
| 14  | CB Illescas                             | 28 | 8  | 20 | 1930 | 2054 | 36   |                             |
| 15  | Lan Mobel ISB                           | 28 | 8  | 20 | 2095 | 2249 | 36   | Descenso directo a Liga EBA |

(C) indica al campeón de la Copa LEB Plata.

### Clasificación por jornada
| Team\Round                              |     |     |    |    |    |    |    |    |    |     |     |     |     |     |    |     |     |    |     |    |    |    |    |    |     |    |     |     |     |    |
|                                         | 01  | 02  | 03 | 04 | 05 | 06 | 07 | 08 | 09 | 10  | 11  | 12  | 13  | 14  | 15 | 16  | 17  | 18 | 19  | 20 | 21 | 22 | 23 | 24 | 25  | 26 | 27  | 28  | 29  | 30 |
| --------------------------------------- | --- | --- | -- | -- | -- | -- | -- | -- | -- | --- | --- | --- | --- | --- | -- | --- | --- | -- | --- | -- | -- | -- | -- | -- | --- | -- | --- | --- | --- | -- |
| Knet Rioja                              | 2   | 1   | 1  | 2  | 2  | 2  | 4* | 3  | 2  | 2   | 1   | 1   | 1   | 1   | 1  | 1   | 1   | 1  | 1   | 1  | 1  | 1* | 1  | 1  | 1   | 1  | 1   | 1   | 1   | 1  |
| Iberostar Mallorca Bàsquet              | 7   | 6   | 4  | 3  | 3  | 3* | 5  | 4  | 3  | 4   | 4   | 4   | 3   | 3   | 3  | 3   | 3   | 3  | 3   | 3  | 3* | 3  | 2  | 2  | 2   | 2  | 2   | 2   | 2   | 2  |
| CB Promobys Tíjola                      | 1   | 2   | 3  | 4  | 6* | 6  | 3  | 2  | 1  | 1   | 3   | 2   | 4   | 4   | 5  | 5   | 5   | 4  | 4   | 4* | 5  | 5  | 5  | 5  | 4   | 4  | 3   | 3   | 4   | 3  |
| BC River Andorra                        | 6   | 3   | 2  | 1  | 1  | 1  | 1  | 1  | 4* | 3   | 2   | 3   | 2   | 2   | 2  | 2   | 2   | 2  | 2   | 2  | 2  | 2  | 3  | 3* | 3   | 3  | 4   | 4   | 3   | 4  |
| CB Prat Joventut                        | 8   | 9   | 9  | 7  | 8  | 7  | 6  | 7  | 8  | 8   | 10* | 10  | 8   | 9   | 7  | 7   | 7   | 7  | 7   | 7  | 6  | 6  | 6  | 6  | 6   | 6* | 6   | 6   | 5   | 5  |
| ADT Tarragona                           | 4   | 5   | 8* | 6  | 7  | 8  | 8  | 8  | 6  | 5   | 5   | 6   | 5   | 5   | 4  | 4   | 4   | 5* | 6   | 6  | 7  | 7  | 7  | 7  | 7   | 7  | 7   | 7   | 7   | 6  |
| Plasencia Extremadura                   | 5   | 5   | 5  | 8  | 4  | 4  | 7  | 5  | 5  | 6   | 6   | 5   | 6   | 6   | 6* | 6   | 6   | 6  | 5   | 5  | 4  | 4  | 4  | 4  | 5   | 5  | 5   | 5   | 6   | 7* |
| Feve Oviedo Baloncesto                  | 9   | 7   | 6  | 5  | 5  | 5  | 2  | 6* | 7  | 7   | 8   | 8   | 9   | 7   | 8  | 8   | 12  | 8  | 8   | 8  | 8  | 8  | 8* | 10 | 9   | 8  | 8   | 8   | 8   | 8  |
| Fontedoso Carrefour El Bulevar de Ávila | 15* | 14  | 15 | 15 | 15 | 15 | 15 | 15 | 15 | 14  | 13  | 12  | 10  | 8   | 10 | 12* | 8   | 10 | 9   | 10 | 11 | 9  | 10 | 9  | 8   | 10 | 10  | 9   | 9   | 9  |
| Regal FC Barcelona B                    | 3   | 8   | 7  | 9* | 9  | 11 | 9  | 10 | 9  | 10  | 9   | 9   | 11  | 12  | 13 | 11  | 9   | 9  | 10* | 11 | 12 | 10 | 9  | 8  | 10  | 9  | 9   | 10  | 10  | 10 |
| Leyma Natura Básquet Coruña             | 14  | 12  | 12 | 13 | 14 | 14 | 14 | 12 | 14 | 11  | 12  | 15* | 14  | 14  | 15 | 13  | 13  | 12 | 12  | 14 | 14 | 12 | 12 | 13 | 12  | 11 | 12* | 12  | 11  | 11 |
| Santurtzi                               | 11  | 10  | 11 | 12 | 11 | 12 | 11 | 9  | 10 | 9   | 7   | 7   | 7   | 11* | 9  | 9   | 11  | 13 | 13  | 9  | 10 | 13 | 13 | 14 | 13  | 13 | 11  | 11  | 12* | 12 |
| CB Guadalajara                          | 10  | 15* | 14 | 14 | 13 | 10 | 12 | 13 | 11 | 12  | 11  | 11  | 12  | 10  | 11 | 14  | 14* | 14 | 15  | 15 | 15 | 15 | 14 | 15 | 14  | 14 | 14  | 13  | 15  | 13 |
| CB Illescas                             | 12  | 11  | 10 | 11 | 10 | 9  | 10 | 11 | 12 | 13  | 15  | 14  | 15* | 15  | 14 | 15  | 15  | 15 | 14  | 12 | 9  | 11 | 11 | 11 | 11  | 12 | 13  | 14* | 14  | 14 |
| Lan Mobel ISB                           | 13  | 13  | 13 | 10 | 12 | 13 | 13 | 14 | 13 | 15* | 14  | 13  | 13  | 13  | 12 | 10  | 10  | 11 | 11  | 13 | 13 | 14 | 15 | 12 | 15* | 15 | 15  | 15  | 13  | 15 |

- Celdas con "*" indican que el equipo descansó esa jornada.
- Las posiciones fueron calculadas usando el sistema de clasificación de la Federación Española de Baloncesto, dando 2 puntos al ganador y 1 punto al perdedor de cualquier juego.

## Play off
Los equipos clasificados del segundo al noveno jugaron el play off de ascenso. Si el ganador de la Copa LEB Plata estaría clasificado entre el segundo y quinto puesto, se uniría al play off como segundo clasificado. El formato fue al mejor de cinco encuentros, teniendo la localía el mejor clasificado.
|  | Cuartos                   | Cuartos                   | Cuartos                   | Cuartos                   | Cuartos                   | Cuartos                   |    |    | Semifinales           | Semifinales      | Semifinales      | Semifinales      | Semifinales      | Semifinales      | Semifinales      |  |   | Finales               | Finales               | Finales               | Finales               | Finales               | Finales               | Finales               |  |
|  | 29 de abril al 11 de mayo | 29 de abril al 11 de mayo | 29 de abril al 11 de mayo | 29 de abril al 11 de mayo | 29 de abril al 11 de mayo | 29 de abril al 11 de mayo |    |    | 13 al 22 de mayo      | 13 al 22 de mayo | 13 al 22 de mayo | 13 al 22 de mayo | 13 al 22 de mayo | 13 al 22 de mayo | 13 al 22 de mayo |  |   | 27 mayo al 5 de junio | 27 mayo al 5 de junio | 27 mayo al 5 de junio | 27 mayo al 5 de junio | 27 mayo al 5 de junio | 27 mayo al 5 de junio | 27 mayo al 5 de junio |  |
|  |                           |                           |                           |                           |                           |                           |    |    |                       |                  |                  |                  |                  |                  |                  |  |   |                       |                       |                       |                       |                       |                       |                       |  |
|  |                           |                           |                           |                           |                           |                           |    |    |                       |                  |                  |                  |                  |                  |                  |  |   |                       |                       |                       |                       |                       |                       |                       |  |
|  | 2                         | Iberostar Mallorca B.     | 80                        | 69                        | 91                        | 90                        |    |    |                       |                  |                  |                  |                  |                  |                  |  |   |                       |                       |                       |                       |                       |                       |                       |  |
|  | 2                         | Iberostar Mallorca B.     | 80                        | 69                        | 91                        | 90                        |    |    |                       |                  |                  |                  |                  |                  |                  |  |   |                       |                       |                       |                       |                       |                       |                       |  |
|  | 9                         | Fontedoso C.E.B. de Ávila | 72                        | 70                        | 59                        | 77                        |    |    |                       |                  |                  |                  |                  |                  |                  |  |   |                       |                       |                       |                       |                       |                       |                       |  |
|  | 9                         | Fontedoso C.E.B. de Ávila | 72                        | 70                        | 59                        | 77                        |    | 2  | Iberostar Mallorca B. | 88               | 89               | 68               | 78               | 74               |                  |  |   |                       |                       |                       |                       |                       |                       |                       |  |
|  |                           |                           |                           |                           |                           |                           |    | 2  | Iberostar Mallorca B. | 88               | 89               | 68               | 78               | 74               |                  |  |   |                       |                       |                       |                       |                       |                       |                       |  |
|  |                           |                           | 6                         | ADT Tarragona             | 81                        | 78                        | 82 | 82 | 68                    |                  |                  |                  |                  |                  |                  |  |   |                       |                       |                       |                       |                       |                       |                       |  |
|  | 5                         | CB Prat Joventut          | 6                         | ADT Tarragona             | 81                        | 78                        | 82 | 82 | 68                    | 68               | 65               | 71               | 63               |                  |                  |  |   |                       |                       |                       |                       |                       |                       |                       |  |
|  | 5                         | CB Prat Joventut          |                           |                           |                           |                           |    |    |                       |                  |                  | 71               | 63               |                  |                  |  |   |                       |                       |                       |                       |                       |                       |                       |  |
|  | 6                         | ADT Tarragona             | 69                        | 69                        | 56                        | 66                        |    |    |                       |                  |                  |                  |                  |                  |                  |  |   |                       |                       |                       |                       |                       |                       |                       |  |
|  | 6                         | ADT Tarragona             | 69                        | 69                        | 56                        | 66                        |    |    |                       |                  |                  |                  |                  |                  |                  |  | 2 | Iberostar Mallorca B. | 92                    | 82                    | 74                    | 86                    | 67                    |                       |  |
|  |                           |                           |                           |                           |                           |                           |    |    |                       |                  |                  |                  |                  |                  |                  |  | 2 | Iberostar Mallorca B. | 92                    | 82                    | 74                    | 86                    | 67                    |                       |  |
|  |                           |                           | 4                         | BC River Andorra          | 83                        | 86                        | 87 | 80 | 66                    |                  |                  |                  |                  |                  |                  |  |   |                       |                       |                       |                       |                       |                       |                       |  |
|  | 3                         | CB Promobys Tíjola        | 4                         | BC River Andorra          | 83                        | 86                        | 87 | 80 | 66                    | 83               | 86               | 75               | 76               |                  |                  |  |   |                       |                       |                       |                       |                       |                       |                       |  |
|  | 3                         | CB Promobys Tíjola        |                           |                           |                           |                           |    |    |                       |                  |                  | 75               | 76               |                  |                  |  |   |                       |                       |                       |                       |                       |                       |                       |  |
|  | 8                         | Feve Oviedo Baloncesto    | 71                        | 73                        | 76                        | 65                        |    |    |                       |                  |                  |                  |                  |                  |                  |  |   |                       |                       |                       |                       |                       |                       |                       |  |
|  | 8                         | Feve Oviedo Baloncesto    | 71                        | 73                        | 76                        | 65                        |    | 3  | CB Promobys Tíjola    | 77               | 62               | 69               | 84               | 61               |                  |  |   |                       |                       |                       |                       |                       |                       |                       |  |
|  |                           |                           |                           |                           |                           |                           |    | 3  | CB Promobys Tíjola    | 77               | 62               | 69               | 84               | 61               |                  |  |   |                       |                       |                       |                       |                       |                       |                       |  |
|  |                           |                           | 4                         | BC River Andorra          | 62                        | 85                        | 67 | 86 | 72                    |                  |                  |                  |                  |                  |                  |  |   |                       |                       |                       |                       |                       |                       |                       |  |
|  | 4                         | BC River Andorra          | 4                         | BC River Andorra          | 62                        | 85                        | 67 | 86 | 72                    | 62               | 81               | 64               |                  |                  |                  |  |   |                       |                       |                       |                       |                       |                       |                       |  |
|  | 4                         | BC River Andorra          |                           |                           |                           |                           |    |    |                       |                  |                  | 64               |                  |                  |                  |  |   |                       |                       |                       |                       |                       |                       |                       |  |
|  | 7                         | Plasencia Extremadura     | 54                        | 79                        | 58                        |                           |    |    |                       |                  |                  |                  |                  |                  |                  |  |   |                       |                       |                       |                       |                       |                       |                       |  |
|  | 7                         | Plasencia Extremadura     | 54                        | 79                        | 58                        |                           |    |    |                       |                  |                  |                  |                  |                  |                  |  |   |                       |                       |                       |                       |                       |                       |                       |  |
|  |                           |                           |                           |                           |                           |                           |    |    |                       |                  |                  |                  |                  |                  |                  |  |   |                       |                       |                       |                       |                       |                       |                       |  |

## Postemporada
Ascendieron a LEB Oro:
- Knet Rioja (Campeones).
- Iberostar Mallorca Bàsquet (Subcampeones).

Descendieron de LEB Oro:
- Aguas de Sousas Ourense.
- Fundación Adepal Alcázar (descendió y desapareció).[1]

Descendieron a Liga EBA:
- No hubo descensos.
- (  Lan Mobel ISB en posiciones de descenso, mantuvo la categoría al ocupar vacantes).

Renunciaron a la LEB Plata:
- CB Illescas.
- CB Guadalajara.[2]
- Santurtzi.[3]
- ADT Tarragona.[4]
- CB Promobys Tíjola.[5]

Ascendieron desde Liga EBA:
- Aurteneche Maquinaria.
- Gandía Bàsquet.
- Tenerife Baloncesto (al ocupar vacantes).
- Omnia CB Las Rozas (al ocupar vacantes, ascendió desde la Primera División).
- (  Eninter CB Santfeliuenc y  Platja de Palma renunciaron al ascenso).[6]

La LEB Plata se reduciría  a 13 equipos en la siguiente temporada.

## Copa LEB Plata
Después de la primera mitad de la liga, los dos primeros equipos en la clasificación jugaron la Copa LEB Plata en casa del primer clasificado. El campeón de esta copa jugaría el play off como primer clasificado siempre y cuando terminase clasificado entre el segundo y quinto puesto.

### Equipos clasificados
| Equipo           | Posición | Fecha de clasificación  | Participaciones |
| ---------------- | -------- | ----------------------- | --------------- |
| Knet Rioja       | 1        | 22 de diciembre de 2010 | Segunda         |
| BC River Andorra | 2        | 29 de diciembre de 2010 | Primera         |

### Final
| 29 de enero de 2011 20:00 (CET) | Knet Rioja                                                                                      | 79–72                     | BC River Andorra                                                                                | Sede: Logroño |  |
|                                 | Parciales: 21-19, 18-25, 17-17, 23-11                                                           |                           |                                                                                                 | |  |
|                                 | Estadísticas Enrique Suárez, David Mesa 12 Sidnei de Santana 8 Matt Witt 5 Sidnei de Santana 16 | Boxscore Pts Reb Asts Val | Estadísticas 21 Alex Ros Padilla 10 Robert Earl Johnson 5 Nestor Zamora López 19 Robert Johnson | Pabellón: Palacio de los Deportes de La Rioja Asistencia: 4.500 espectadores Árbitros: Martín Caballero Madrid Andrés Fernández Sánchez Sergio Manuel Rodríguez Televisión: FEB TV |  |

## Jugadores de la semana
| Jornada | Nombre                               | Equipo                                       | Val |
| ------- | ------------------------------------ | -------------------------------------------- | --- |
| 1       | David Mesa                           | Knet Rioja                                   | 38  |
| 2       | Carles Bivià                         | Iberostar Mallorca Bàsquet                   | 28  |
| 3       | Iván García                          | Regal FC Barcelona B                         | 31  |
| 4       | Kevin Ratzsch Tony Tate              | Feve Oviedo Baloncesto                       | 28  |
| 5       | Jonathan Barceló                     | Plasencia Extremadura                        | 32  |
| 6       | Javi Román                           | Feve Oviedo Baloncesto                       | 37  |
| 7       | Ian O'Leary Roberto Rueda            | Feve Oviedo Baloncesto Plasencia Extremadura | 30  |
| 8       | Sidão Santana                        | Knet Rioja                                   | 38  |
| 9       | Chris Mortellaro                     | Lan Mobel ISB                                | 45  |
| 10      | Marco Todorović                      | CB Prat Joventut                             | 33  |
| 11      | Carles Bivià                         | Iberostar Mallorca Bàsquet                   | 34  |
| 12      | Bismack Biyombo                      | CB Illescas                                  | 35  |
| 13      | Añaterve Cruz                        | Leyma Natura Básquet Coruña                  | 30  |
| 14      | Kevin Ratzsch                        | Feve Oviedo Baloncesto                       | 39  |
| 15      | Carles Bivià                         | Iberostar Mallorca Bàsquet                   | 36  |
| 16      | Jonathan Barceló                     | Plasencia Extremadura                        | 30  |
| 17      | David Mesa Ian O'Leary David Reichel | Knet Rioja Feve Oviedo Baloncesto Santurtzi  | 28  |
| 18      | Charles Ramsdell                     | Fontedoso Carrefour El Bulevar de Ávila      | 35  |
| 19      | Víctor Hidalgo                       | Leyma Natura Básquet Coruña                  | 26  |
| 20      | Héctor García                        | CB Illescas                                  | 36  |
| 21      | Jonathan Barceló Xavi Guirao         | Plasencia Extremadura ADT Tarragona          | 27  |
| 22      | Marcos Casado Shaun Green            | Santurtzi Iberostar Mallorca Bàsquet         | 24  |
| 23      | Alexey Chubrevich                    | CB Illescas                                  | 40  |
| 24      | Charles Ramsdell                     | Fontedoso Carrefour El Bulevar de Ávila      | 42  |
| 25      | Charles Ramsdell                     | Fontedoso Carrefour El Bulevar de Ávila      | 30  |
| 26      | Ian O'Leary                          | Feve Oviedo Baloncesto                       | 29  |
| 27      | Ian O'Leary                          | Feve Oviedo Baloncesto                       | 42  |
| 28      | Ian O'Leary                          | Feve Oviedo Baloncesto                       | 31  |
| 29      | Quique Suárez                        | Knet Rioja                                   | 28  |
| 30      | Ian O'Leary                          | Feve Oviedo Baloncesto                       | 34  |